# Tathorhynchus leucobasis
Tathorhynchus leucobasis är en fjärilsart som beskrevs av Bethune-Baker 1911. Tathorhynchus leucobasis ingår i släktet Tathorhynchus och familjen nattflyn. Inga underarter finns listade i Catalogue of Life.